# Murat Güngör
Murat Güngör (* 1969 in Tarsus, Türkei) ist ein deutscher Musiker, Musikproduzent und Buchautor türkischer Abstammung. 

## Leben
Güngör studierte Kulturanthropologie, Soziologie und Politik in Frankfurt.
Als Musikproduzent war er maßgeblich am Aufbau seines Labels beteiligt und selbst als MC mit DJ Mahmut unter dem Namen DJ Mahmut & Murat G. im europäischen Raum auf Tourneen erfolgreich. Von 1997 bis 2000 organisierte er zudem Veranstaltungen wie den Frankfurter Hip-Hop-Contest „Word Up“ mit.
1998 ist Güngör Mitbegründer des antirassistischen Netzwerkes „Kanak Attak“, deren Mitglied er noch heute ist und für das er sich gleichsam musikalisch betätigt. 
Mit seinem zusammen mit Hannes Loh verfassten Sachbuch Fear of a Kanak Planet. HipHop zwischen Weltkultur und Nazirap (2002) war er auf multimedialen „Lesungskonzerten“ in ganz Deutschland unterwegs.

## Werke
- mit Hannes Loh: Fear Of A Kanak Planet - HipHop zwischen Weltkultur und Nazi-Rap. Hannibal Verlag, Höfen 2002, ISBN 978-3-85445-210-2
- mit Hannes Loh und Uh-Young Kim: Remix Almanya: Eine postmigrantische HipHop-Geschichte. Hannibal, Innsbruck 2024, ISBN 978-3-85445-777-0.